# پنیل شین
پنیل شین (کره‌ای: 프니엘 신؛ انگلیسی: Peniel Shin؛ زاده ی ۱۰ مارس ۱۹۹۳)، که با نام پنیل شناخته می‌شود، رپر و خواننده کره‌ای-آمریکایی مستقر در کره جنوبی است. او یکی از اعضای گروه پسرانهٔ کره جنوبی، بی‌توبی است.